# Retentiemanagement
Retentiemanagement of retentiebeleid is bedrijfsbeleid dat gericht is op het behouden van het personeel in een organisatie, of op het vasthouden van bestaande klanten. Retentiemanagement streeft ernaar de band met het personeel of met de klantrelaties dusdanig uit te bouwen dat ze zich verbonden voelen met het bedrijf en minder geneigd zijn om elders te gaan werken of inkopen.

## Achtergrond
Het vrijwillige personeelsverloop binnen bedrijven is de laatste jaren toegenomen. Verschillende factoren spelen hierbij een rol. Belangrijk is de evolutie van een gezin met de man als kostwinner naar tweeverdienerschap. Hierdoor werden naast het financiële en de werkzekerheid, andere werkgebonden elementen belangrijk: afstemming op het privéleven, vrijheid, mogelijkheden tot zelfontplooiing en promotiekansen. Werknemers zijn over het algemeen veeleisender geworden, onder meer door de toename van het aanbod aan banen.
Vooral grote bedrijven zijn zich bewust van de evoluties en van de toenemende krapte op de arbeidsmarkt, maar veel bedrijven hechten nog betrekkelijk weinig belang aan retentiebeleid en nemen dan ook nog niet veel specifieke maatregelen.

## Maatregelen
Werknemers kunnen qua bedrijfsvastheid in drie groepen worden onderscheiden:
- mensen die vaak solliciteren,
- mensen die weleens rondkijken en heel af en toe solliciteren,
- mensen die nooit elders solliciteren.

De drie groepen vragen andere maatregelen om hen te kunnen binden aan de organisatie.
- De groep die veel solliciteert en verandert van werk, is beperkt: het betreft slechts 5% van de werknemers en het gaat vooral om jonge mensen en werknemers zonder kinderen.[5] Deze groep solliciteert meestal frequent omwille van het loon. Een hoger loon is dan de meest voor de hand liggende maatregel. Voor anderen onder hen en voor mensen die soms twijfelen zijn promotiekansen en doorgroeimogelijkheden belangrijk.
- Voor mensen die soms solliciteren zijn een haalbare werkdruk en werkzekerheid eveneens belangrijk. Werkdruk verminderen, werkzekerheid en doorgroeimogelijkheden zijn basiselementen in een retentiebeleid.
- Voor werknemers die zeer bedrijfstrouw zijn en nooit solliciteren zijn de mogelijkheid tot autonomie en creativiteit in de job en ontplooiingskansen belangrijk. Autonomie wordt geboden door minder directe controle en het geven van meer beslissingsbevoegdheden, creativiteit wordt aangesproken door het geven van uitdagende taken, ontplooiingskansen worden ten slotte geboden door vormingsmogelijkheden en variatie in het takenpakket.

Tot slot zijn relationele aspecten belangrijk: identificatie met het bedrijf en een open bedrijfscultuur.

## Specifieke groepen medewerkers
Retentiemanagement krijgt toenemende aandacht in uiteenlopende bedrijven met het oog op behoud van deskundige en trouwe medewerkers. Er worden specifieke maatregelen voor bepaalde groepen beschreven.

### Vergrijzing
De vergrijzing van de bevolking maakt dat de volgende jaren een grote uitstroom van werknemers verwacht wordt. Retentiemaatregelen gericht op oudere werknemers worden dan ook belangrijk. Heel wat bedrijven nemen hiervoor echter nog geen maatregelen omdat de gevolgen van de vergrijzing nog niet echt voelbaar zijn en de vacatures nog vlot genoeg worden ingevuld. Als er wel maatregelen worden genomen, bestaan deze in de eerste plaats uit het benutten van wettelijke voorzieningen zoals gedeeltelijke loopbaanonderbreking. Aanvullend wordt werk gemaakt van flexibele arbeidsuren, werkdrukvermindering, het bieden van specifieke trainingen en het inschakelen van oudere werknemers als mentor voor nieuwere collega’s.

### Zorgsector
De zorgsector heeft een groeiende nood aan zorgpersoneel. Het behouden van personeel is dus belangrijk. De nood hieraan stelt zich vooral naar verpleegkundigen en verzorgenden. De Vlaamse regering heeft dit dan ook opgenomen in haar actieplan.

Binnen de zorgsector vraagt de groep van hoofdverpleegkundigen verder nog specifieke aandacht. Vacatures raken regelmatig niet ingevuld, wat maatregelen om hoofdverpleegkundigen in hun functie te behouden nodig maakt.

### Allochtone politiemedewerkers
Voor de politie is het belangrijk om allochtone medewerkers in dienst te hebben. Onderzoek toont aan dat de uitstroom van allochtone medewerkers hoger is dan die van autochtone en dat retentiemaatregelen hier zinvol kunnen zijn. Maatregelen beginnen reeds bij een goed inwerktraject en coaching bij de start. Het salaris speelt verder een grote rol, maar evenzeer dienen de leiderschapsstijl en organisatiecultuur kritisch te worden bekeken omdat de menselijke verhoudingen een grote rol spelen bij binding. Het aanstellen van een vertrouwenspersoon kan hierbij helpen. Tot slot is het bieden van promotiekansen belangrijk.

## Klantretentie
Het begrip 'retentiemanagement' kan ook betrekking hebben op een aantal marketingtechnieken die zijn gericht op het behouden van klanten. Men probeert bestaande klanten tevreden te stellen en betrokken te houden bij de onderneming en/of producten. Diverse organisaties maken gebruik van speciale marketinginstrumenten om eigen klanten te behouden; een voorbeeld hiervan zijn spaarkaarten of -pasjes van een supermarkt of spaarzegels van een tankstation.